# Jaap van der Wiel
Jaap van der Wiel (* 28. Oktober 1960; † 11. Mai 2012 in Dordrecht, Südholland) war ein niederländischer Fußballspieler, der für DS’79 in der Eredivisie spielte. Er erlag während eines Altherrenspiels den Folgen eines Herzinfarkts.

## Leben und Karriere
Van der Wiel spielte als Amateur beim Dordrechter Verein ODS, ehe er als Halbprofi – er arbeitete weiterhin in seinem Beruf als Pflasterer – zu DS’79, dem zwischenzeitlich umbenannten FC Dordrecht, wechselte. Für die Dordrechter spielte der Stürmer unter Trainer Hans Dorjee bereits in der Saison 1983/84 in der höchsten Spielklasse, in einer Mannschaft mit John Linford, Gerrie Mühren, Piet Wijnberg, Terry Lees und Geert Meijer. Er erzielte in 20 Spielen zwei Tore, darunter einen Treffer im Auswärtsspiel in der Rotterdamer De Kuip bei Feyenoord. DS’79 stieg nach einer Saison in der höchsten Spielklasse ab und blieb die nächsten drei Spielzeiten zweitklassig. 1987 konnte das Team mit van der Wiel in der Relegationsrunde den SC Cambuur mit 2:0 besiegen und stieg dadurch erneut in die Eredivisie auf. Van der Wiel wurde im ersten Spiel der Saison 1987/88, gegen den FC Twente, nach der Halbzeit beim Stand von 1:1 für Leen van der Weel eingewechselt; mit einem „lupenreinen“ Hattrick sorgte er für den 4:1-Sieg des Aufsteigers. Im weiteren Saisonverlauf erzielte er bei 27 Einsätzen sieben weitere Tore; am Ende der Spielzeit musste DS’79 den Weg zurück in die Zweitklassigkeit antreten. Noch eine weitere Spielzeit blieb van der Wiel als Semiprofi aktiv, ehe er 1989 zurück ins Amateurlager wechselte.
Seit den 1990er Jahren war van der Wiel als Trainer in Dordrecht tätig; zunächst für die Jugend des SC Stadspolders und nach einer Fusion mit dem SC Gelukvogels beim SC GSC. 2008 übernahm er die erste Mannschaft des Vereins. Nebenher war er für die Altherren-Abteilungen des FC Dordrecht und ODS als Spieler aktiv. Nach einer Verletzung, die ihn mehrere Monate pausieren ließ, kehrte er am 11. Mai 2012 auf den Platz zurück. Nach etwa 20 Minuten des Spiels gegen die Altersgenossen des Lokalrivalen SC Emma sackte van der Wiel mit einem Herzinfarkt zusammen; Wiederbelebungsversuche blieben erfolglos.